# 픽셀 폴드
픽셀 폴드(영어: Pixel Fold)는 구글이 설계, 개발, 판매하는 안드로이드 기반의 폴더블 스마트폰이다. 2023년 5월 10일 구글 I/O 컨퍼런스 기조연설에서 공식 발표되었다.
2023년 5월 현재 예약 판매가 가능하며 6월 말에 출시되었다. 비용은 1,800달러이다.

## 역사
2019년 5월, 당시 픽셀 제품의 선두주자였던 마리오 케이로스는 구글의 하드웨어 부문에서 폴더블 스마트폰이 초기 개발 중이라고 발표했다. 그 회사는 앞서 지난 3월 무명의 폴더블 디스플레이에 대한 특허를 출원한 바 있다. 2020년 8월, 안드로이드 기반의 픽셀 접이식 개발이 활발히 진행되고 있으며 코드명은 "Passport"이며 출시일은 2021년 말로 예정되어 있다. 이 장치는 2021년 11월에 2022년으로 연기되었으며 현재 코드명은 "피핏"이다. 그 직후 구글은 다른 스마트폰 제조사들과의 경쟁이 심해지면서 픽셀 폴더블 계획을 포기하고 2022년 1월까지 생산을 재개했다. 9 to 5 구글은 "픽셀 메모장"을 기기의 잠재적인 이름으로 보고했으며, 이전에는 "픽셀 로그북"이 고려되었다. 2022년 9월, 뉴욕 타임즈는 구글이 2023년 출시를 목표로 폴더블 폰을 "탐색"하고 있다고 보도했다.
CNBC는 2023년 4월 이 기기의 이름을 '픽셀 폴드'라고 보도하면서 사양과 가격 면에서 삼성전자의 갤럭시 Z 폴드 시리즈와 비슷할 것이라고 주장했다. 이 전화기는 2세대 텐서 시스템 온 어 칩에 의해 구동되며 구글 픽셀 라인업에서 지금까지 가장 비싼 엔트리로 보고되었다. 이 장치는 출시가 임박한 지난 5월 연방통신위원회의 승인을 받았다. 5월 4일, 구글은 소셜 미디어에서 이 장치의 존재를 확인하고, 완전한 디자인을 공개하고 다가오는 구글 I/O 키노트에서 발표를 했다. 이 회사는 이에 따라 5월 10일 구글 I/O에서 픽셀 폴드를 공개했으며 사전 주문이 가능하며 "다음 달 중에" 사용할 수 있을 것이라고 말했다.

## 사양

### 하드웨어
픽셀 폴드는 5.8인치(150mm) 디스플레이를 가지고 있으며, 7.6인치(190mm) 디스플레이를 드러내기 위해 수직으로 열린다. 구글은 이 전화기를 "접을 수 있는 가장 튼튼한 힌지"로 판매한다. 외부 화면은 일반 스마트폰과 비슷한 엣지 투 엣지(edge-to-edge) 방식인 반면, 내부 화면은 슬림 블랙 베젤이 적용됐다. 텐서 G2 칩을 활용한다. 가격은 미화 1,799달러부터 시작한다고 발표되었다.

### 소프트웨어
안드로이드 13이 기본 탑재된다.

## 같이 보기
- 서피스 듀오